# Erichtonios (syn Hefajstosa)
Erichtonios – w mitologii greckiej heros attycki, król Aten, syn Hefajstosa i Gai (według innych wersji Ateny lub Attis, córki Kranaosa).
Wynalazł pług, zaprzęg czterokonny oraz nauczył ludzi wytapiać srebro. Został zabity przez Posejdona lub Zeusa w odwecie za zabicie Traka Himmaradosa podczas wojny Aten z Eleusis. Po śmierci został przeniesiony na niebo jako konstelacja. Następcą Erichtoniosa na tronie Aten został jego syn Pandion.
Symbolem Erichtoniosa był wąż.